# Joachim Castenschiold
Joachim Melchior Holten Castenschiold, född 1743 och död 1817, var en dansk militär.
Castenschiold var 1807 högste kommendant på Själland och försökte som sådan organisera ett motstånd mot britterna. Hans armé besegrades i slaget vid Køge. Med generals rang tog han avsked 1809.